# Hoquei sobre gel als Jocs Olímpics d'hivern de 1992
Als Jocs Olímpics d'Hivern de 1992 celebrats a la ciutat d'Albertville (França) es disputà una prova d'hoquei sobre gel en categoria masculina. La competició tingué lloc entre els dies 8 i 22 de febrer de 1992 a la pista de patinatge Patinoire de Méribel al municipi de Les Allues.

## Comitès participants
Hi participaren un total de 267 jugadors de 12 comitès nacionals olímpics.
| - Alemanya - Canadà - Equip Unificat - Estats Units - Finlàndia - França |  | - Itàlia - Noruega - Polònia - Suècia - Suïssa - Txecoslovàquia |

## Resum de medalles
| Prova            | Or | Argent | Bronze |
| Hoquei sobre gel | Equip UnificatSergei Baoutin Igor Boldin Nikolai Borstchevski Viacheslav Butsaiev Viacheslav Bykov Evgeni Davidov Aleksei Jitnik Darius Kasparaitis Nikolai Khabibulin Yuri Kmilev Andrei Komutov Andrei Kovalenko Alexei Kovalev Igor Kravchuk Vladimir Malakhov Dmitri Mironov Sergei Petrenko Vitali Prokhorov Mikhail Shtalenkov Andrei Trefilov Dmitri Yuchkevich Alexei Zhamnov Sergei Zubov | CanadàDave Archibald · Todd Brost · Sean Burke · Kevin Dahl · Curt Giles · David Hannan · Gordon Hynes · Fabian Joseph · Joe Juneau · Trevor Kidd · Patrick Lebeau · Chris Lindberg · Eric Lindros · Kent Manderville · Adrien Plavsic · Dan Ratushny · Sam Saint-Laurent · Brad Schlegel · Wallace Schreiber · Randy Smith · David Tippett · Brian Tutt · Jason Woolley | TxecoslovàquiaPatrick Augusta · Petr Briza · Jaromir Dragan · Leo Gudas · Miloslav Horava · Petr Hrbek · Otakar Janecky · Thomas Jelinek · Drahomir Kadlec · Kamil Kastak · Robert Lang · Igor Liba · Ladislav Lubina · Frantisek Prochazka · Petr Rosol · Bedrich Scerban · Jiri Slegr · Richard Smehlik · Robert Svehla · Oldrich Svoboda · Radek Toupal · Peter Veselovsky · Richard Zemlicka |

## Medaller
| Posició | País           | Or | Argent | Bronze | Total |
| 1       | Equip Unificat | 1  | 0      | 0      | 1     |
| 2       | Canadà         | 0  | 1      | 0      | 1     |
| 3       | Txecoslovàquia | 0  | 0      | 1      | 1     |
|         |                |    |        |        |       |
| Total   | Total          | 1  | 1      | 1      | 3     |

## Resultats

### Primera fase

#### Grup A
| Equip        | Pts. | J | V | E | D | GF | GC |
| ------------ | ---- | - | - | - | - | -- | -- |
| Estats Units | 9    | 5 | 4 | 1 | 0 | 18 | 7  |
| Suècia       | 8    | 5 | 3 | 2 | 0 | 22 | 11 |
| Finlàndia    | 7    | 5 | 3 | 1 | 1 | 22 | 11 |
| Alemanya     | 4    | 5 | 2 | 0 | 3 | 11 | 12 |
| Itàlia       | 2    | 5 | 1 | 0 | 4 | 18 | 24 |
| Polònia      | 0    | 5 | 0 | 0 | 5 | 4  | 30 |

| 9 de febrer  | Suècia       | 7-2 (2-1, 3-0, 2-1) | Polònia      |
| 9 de febrer  | Finlàndia    | 5-1 (1-0, 2-0, 2-0) | Alemanya     |
| 9 de febrer  | Estats Units | 6-3 (2-1, 0-2, 4-0) | Itàlia       |
| 11 de febrer | Finlàndia    | 9-1 (4-0, 1-0, 4-1) | Polònia      |
| 11 de febrer | Estats Units | 2-0 (0-0, 1-0, 1-0) | Alemanya     |
| 11 de febrer | Suècia       | 7-3 (2-0, 4-1, 1-2) | Itàlia       |
| 13 de febrer | Itàlia       | 7-1 (5-1, 1-0, 1-0) | Polònia      |
| 13 de febrer | Estats Units | 4-1 (1-0, 1-1, 2-0) | Finlàndia    |
| 13 de febrer | Surinam      | 3-1 (3-1, 0-0, 0-0) | Alemanya     |
| 15 de febrer | Alemanya     | 5-2 (2-0, 0-2, 3-0) | Itàlia       |
| 15 de febrer | Suècia       | 2-2 (1-0, 0-1, 1-1) | Finlàndia    |
| 15 de febrer | Estats Units | 3-0 (0-0, 2-0, 1-0) | Polònia      |
| 17 de febrer | Alemanya     | 4-0 (1-0, 1-0, 2-0) | Polònia      |
| 17 de febrer | Finlàndia    | 5-3 (3-0, 0-1, 2-2) | Itàlia       |
| 17 de febrer | Suècia       | 3-3 (0-1, 0-1, 3-1) | Estats Units |

#### Grup B
| Equip          | Pts. | J | V | E | D | GF | GC |                  |
| -------------- | ---- | - | - | - | - | -- | -- | ---------------- |
| Equip Unificat | 8    | 5 | 4 | 0 | 1 | 32 | 10 | 5-4 CAN, 3-4 TCH |
| Canadà         | 8    | 5 | 4 | 0 | 1 | 28 | 9  | 5-1 TCH, 4-5 EUN |
| Txecoslovàquia | 8    | 5 | 4 | 0 | 1 | 25 | 15 | 4-3 EUN, 1-5 TCH |
| França         | 4    | 5 | 2 | 0 | 3 | 14 | 22 |                  |
| Suïssa         | 2    | 5 | 1 | 0 | 4 | 13 | 25 |                  |
| Noruega        | 0    | 5 | 0 | 0 | 5 | 7  | 38 |                  |

| 8 de febrer  | França         | 2-3 (1-1, 0-2, 1-0)  | Canadà         |
| 8 de febrer  | Txecoslovàquia | 10-1 (4-0, 5-1, 1-0) | Noruega        |
| 8 de febrer  | Equip Unificat | 8-1 (3-0, 3-0, 2-1)  | Suïssa         |
| 10 de febrer | Equip Unificat | 8-1 (3-0, 2-0, 3-1)  | Noruega        |
| 10 de febrer | França         | 4-6 (2-0, 1-4, 1-2)  | Txecoslovàquia |
| 10 de febrer | Canadà         | 6-1 (1-0, 4-0, 1-1)  | Suïssa         |
| 12 de febrer | Canadà         | 10-0 (3-0, 3-0, 4-0) | Noruega        |
| 12 de febrer | França         | 4-3 (1-2, 2-1, 1-0)  | Suïssa         |
| 12 de febrer | Equip Unificat | 3-4 (1-2, 1-0, 1-2)  | Txecoslovàquia |
| 14 de febrer | França         | 0-8 (0-2, 0-4, 0-2)  | Equip Unificat |
| 14 de febrer | Suïssa         | 6-3 (0-1, 1-1, 5-1)  | Noruega        |
| 14 de febrer | Canadà         | 5-1 (1-0, 2-1, 2-0)  | Txecoslovàquia |
| 16 de febrer | França         | 4-2 (1-0, 0-0, 3-2)  | Noruega        |
| 16 de febrer | Txecoslovàquia | 4-2 (1-1, 1-1, 2-0)  | Suïssa         |
| 16 de febrer | Equip Unificat | 5-4 (3-2, 1-0, 1-2)  | Canadà         |

### Fase final

#### 9è-12è lloc
|  | Semifinals   | Semifinals   |   |              | 9è-10è lloc  | 9è-10è lloc |
|  |              |              |   |              |              |             |
|  | 18 de febrer |              |   |              |              |             |
|  | Itàlia       | 3            |   |              |              |             |
|  | Noruega      | 5            |   |              |              |             |
|  |              |              |   |              |              |             |
|  |              |              |   |              | 21 de febrer |             |
|  |              |              |   |              | Noruega      | 5           |
|  |              | Suïssa       | 2 |              |              |             |
|  |              |              |   |              |              |             |
|  |              |              |   |              |              |             |
|  |              |              |   |              | 11è-12è lloc |             |
|  | 19 de febrer | 19 de febrer |   | 20 de febrer | 20 de febrer |             |
|  | Suïssa       | 7            |   | Itàlia       | 1            |             |
|  | Polònia      | 2            |   |              | Polònia      | 4           |

| 18 de febrer | Itàlia | 3-5 (1-1, 1-2, 1-2) | Noruega |
| 19 de febrer | Suïssa | 7-2 (1-0, 2-2, 4-0) | Polònia |

11è-12è lloc
| 20 de febrer | Itàlia | 1-4 (0-3, 1-0, 0-1) | Polònia |

9è-10è lloc
| 21 de febrer | Suïssa | 2-5 (0-2, 1-0, 1-3) | Noruega |

#### Quarts de final
|  | Quarts-de-final | Quarts-de-final |                |                | Semifinals        | Semifinals        |  |  | Medalla d'or | Medalla d'or |
|  |                 |                 |                |                |                   |                   |  |  |              |              |
|  | 18 de febrer    |                 |                |                |                   |                   |  |  |              |              |
|  |                 |                 |                |                |                   |                   |  |  |              |              |
|  | Estats Units    | 4               |                |                |                   |                   |  |  |              |              |
|  | Estats Units    | 4               | 21 de febrer   |                |                   |                   |  |  |              |              |
|  | França          | 1               |                |                |                   |                   |  |  |              |              |
|  | França          | 1               | Estats Units   | 2              |                   |                   |  |  |              |              |
|  | 19 de febrer    |                 | Estats Units   | 2              |                   |                   |  |  |              |              |
|  |                 | Equip Unificat  | 5              |                |                   |                   |  |  |              |              |
|  | Equip Unificat  | Equip Unificat  | 5              | 6              |                   |                   |  |  |              |              |
|  | Equip Unificat  |                 | 23 de febrer   | 6              |                   |                   |  |  |              |              |
|  | Finlàndia       | 1               |                |                |                   |                   |  |  |              |              |
|  | Finlàndia       | 1               | Equip Unificat | 3              |                   |                   |  |  |              |              |
|  | 18 de febrer    |                 | Equip Unificat | 3              |                   |                   |  |  |              |              |
|  |                 | Canadà          | 1              |                |                   |                   |  |  |              |              |
|  | Canadà          | Canadà          | 1              | 3 (3)          |                   |                   |  |  |              |              |
|  | Canadà          | 21 de febrer    |                | 3 (3)          |                   |                   |  |  |              |              |
|  | Alemanya        | 3 (2)           |                |                |                   |                   |  |  |              |              |
|  | Alemanya        | 3 (2)           | Canadà         | 4              | Medalla de brozne | Medalla de brozne |  |  |              |              |
|  | 19 de febrer    |                 | Canadà         | 4              | Medalla de brozne | Medalla de brozne |  |  |              |              |
|  |                 | Txecoslovàquia  | 2              |                |                   |                   |  |  |              |              |
|  | Txecoslovàquia  | Txecoslovàquia  | 2              | 3              | Estats Units      | 1                 |  |  |              |              |
|  | Txecoslovàquia  |                 |                | 3              | Estats Units      | 1                 |  |  |              |              |
|  | Suècia          | 1               |                | Txecoslovàquia | 6                 |                   |  |  |              |              |
|  | Suècia          | 1               |                |                | 6                 |                   |  |  |              |              |
|  |                 |                 |                |                |                   |                   |  |  | 22 de febrer |              |
|  |                 |                 |                |                |                   |                   |  |  |              |              |

| 18 de febrer | Canadà         | 4-3 pròrroga (1-2, 1-0, 1-1, 0-0, 1-0) | Alemanya       |
| 18 de febrer | França         | 1-4 (1-0, 0-3, 0-1)                    | Estats Units   |
| 19 de febrer | Equip Unificat | 6-1 (2-1, 2-0, 2-0)                    | Finlàndia      |
| 19 de febrer | Suècia         | 1-3 (1-1, 0-0, 0-2)                    | Txecoslovàquia |

##### 5è-8è lloc
|  | Semifinals   | Semifinals   |   |              | 5è-6è lloc   | 5è-6è lloc |
|  |              |              |   |              |              |            |
|  | 20 de febrer |              |   |              |              |            |
|  | França       | 4            |   |              |              |            |
|  | Alemanya     | 5            |   |              |              |            |
|  |              |              |   |              |              |            |
|  |              |              |   |              | 22 de febrer |            |
|  |              |              |   |              | Alemanya     | 3          |
|  |              | Suècia       | 4 |              |              |            |
|  |              |              |   |              |              |            |
|  |              |              |   |              |              |            |
|  |              |              |   |              | 7è-8è lloc   |            |
|  | 20 de febrer | 20 de febrer |   | 22 de febrer | 22 de febrer |            |
|  | Suècia       | 3            |   | França       | 1            |            |
|  | Finlàndia    | 2            |   |              | Finlàndia    | 4          |

| 20 de febrer | França | 4-5 (0-1, 3-3, 1-1) | Alemanya  |
| 20 de febrer | Suècia | 3-2 (2-0, 1-1, 0-1) | Finlàndia |

7è-8è lloc
| 22 de febrer | França | 1-4 (0-0, 0-2, 1-2) | Finlàndia |

5è-6è lloc
| 22 de febrer | Suècia | 4-3 (0-2, 1-0, 3-1) | Alemanya |

##### Semifinals
| 21 de febrer | Equip Unificat | 5-2 (2-1, 0-1, 3-0) | Estats Units   |
| 21 de febrer | Canadà         | 4-2 (2-1, 0-1, 2-0) | Txecoslovàquia |

##### 3r-4t lloc
| 22 de febrer | Txecoslovàquia | 6-1 (2-0, 1-0, 3-1) | Estats Units |

##### Final
| 23 de febrer | Equip Unificat | 3-1 (0-0, 0-0, 3-1) | Canadà |